# Rippeteck
Rippeteck är ett berg i Österrike.   Det ligger i distriktet Sankt Johann im Pongau och förbundslandet Salzburg, i den centrala delen av landet, 230 km väster om huvudstaden Wien. Toppen på Rippeteck är 1 485 meter över havet.
Terrängen runt Rippeteck är bergig åt sydost, men åt nordväst är den kuperad. Terrängen runt Rippeteck sluttar norrut. Närmaste större samhälle är Schladming, 10,2 km nordost om Rippeteck. 
Trakten runt Rippeteck består i huvudsak av gräsmarker. Runt Rippeteck är det glesbefolkat, med 20 invånare per kvadratkilometer.